# Musikåret 2017

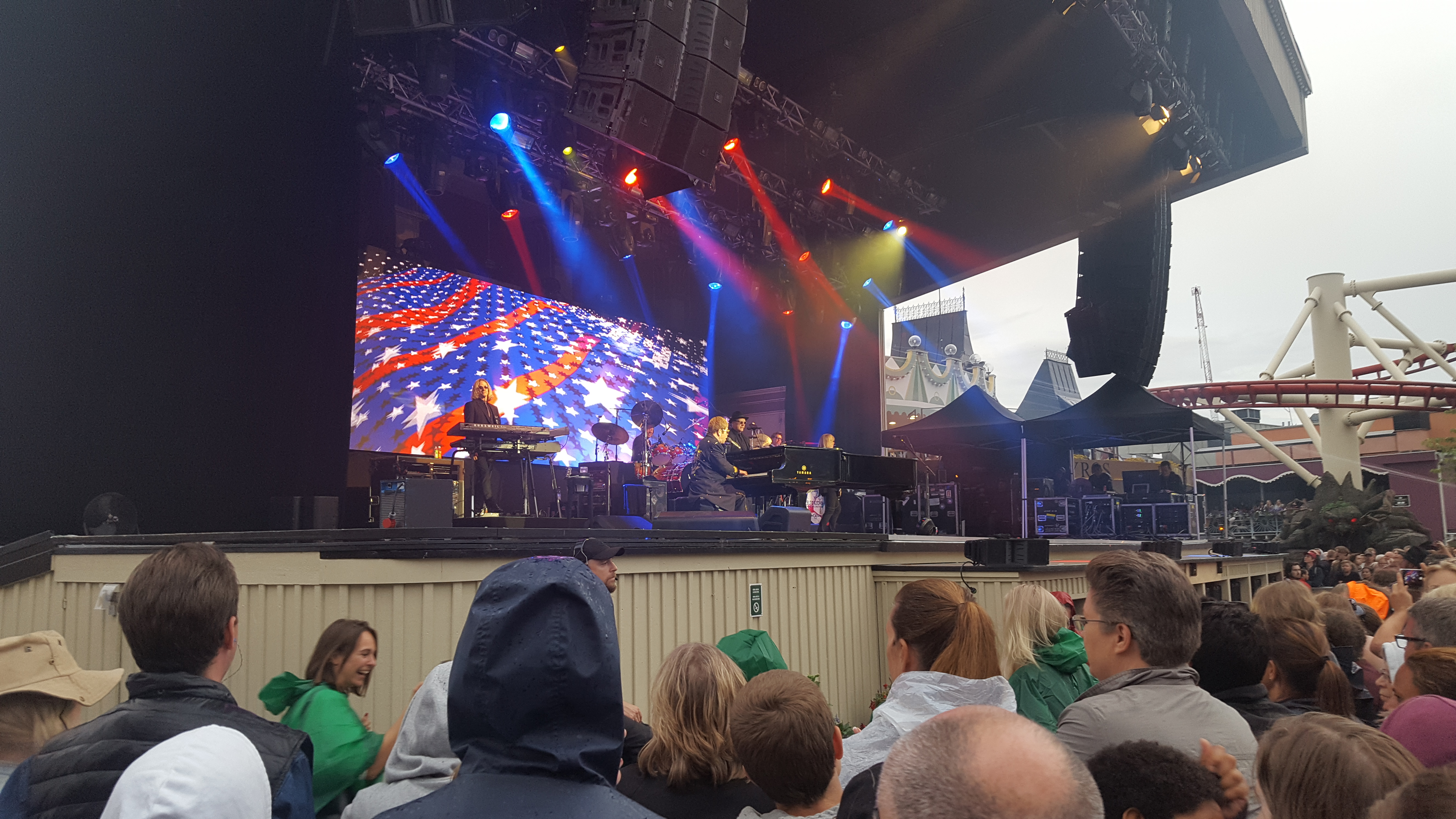
Elton John på Gröna Lund.

## Händelser
- 27 januari - Green Day uppträder på Globen, Stockholm.[1]
- 17 februari - The Weeknd uppträder på Globen, Stockholm.[2]
- 4 mars - Drake uppträder på Globen, Stockholm.[3]
- 11 mars - Låten "I Can't Go On" framförd av Robin Bengtsson vinner Melodifestivalen 2017.[4]
- 6 april – Albert Schnelzers Bulletproof uppförs på Stockholms konserthus av Kungliga Filharmonikerna under Evan Rogister.
- 9 april - Bob Dylan uppträder på Sparbanken Skåne Arena, Lund.[5]
- 5 maj - Depeche Mode uppträder på Friends Arena, Stockholm.[6]
- 6 maj - Kiss uppträder på Tele2 Arena, Stockholm.[7]
- 8 maj - Ariana Grande uppträder på Friends Arena, Stockholm.[8]
- 13 maj - Låten "Amar pelos dois" framförd av Salvador Sobral vinner Eurovision Song Contest 2017 i Kiev, Ukraina.[9]
- 17 maj - Shawn Mendes uppträder på Globen, Stockholm.[10]
- 18 maj - Hans Zimmer uppträder på Globen, Stockholm.[11]
- 20 maj - Bruno Mars uppträder på Globen, Stockholm.[12]
- 9 juni - Radiohead uppträder på Globen, Stockholm.[13]
- 16 juni - Sting uppträder på Dalhalla, Rättvik och slår publikrekord (74 000).[14]
- 25 & 26 juni - Coldplay uppträder på Ullevi, Göteborg.[15]
- 29 juni - Guns N' Roses uppträder på Friends Arena, Stockholm.[16]
- 2 juli – Elton John uppträder på Gröna Lund, Stockholm.[17]
- 16 juli - Norah Jones uppträder på Sofiero, Helsingborg.[18]
- 28 & 29 juli - Håkan Hellström uppträder på Ullevi, Göteborg.[19]
- 29 juli - Robbie Williams uppträder på Tele2 Arena.[20]
- 2 augusti - Toto uppträder på Sofiero, Helsingborg.[21]
- 9 september - Volbeat uppträder på Friends Arena, Stockholm.[22]

## Priser och utmärkelser
- 21 januari: P3 Guld[23]
- 23 januari: Guldbaggegalan (Bästa originalmusik) - Jan Sandström[24]
- 29 januari: Litteris et Artibus - Ann Hallenberg och Lisa Nilsson[25]
- 1 februari: Jenny Lind-stipendiet - Ylva Stenberg[26]
- 10 februari: Manifestgalan[27]
- 28 februari: Grammisgalan[28]
- 10 mars: Lars Gullin-priset – Roland Keijser[29]
- 2 april: Monica Zetterlund-stipendiet – Krister Andersson, Isabella Lundgren och Bobo Stenson[30]
- 12 maj: Jussi Björlingstipendiet – Anna Larsson och Göran Eliasson[31]
- 13 maj: Birgit Nilsson-stipendiet – Alexandra Büchel och Hanna Husahr[32]
- 30 maj: Ulla Billquist-stipendiet – Sofia Jannok[33]
- 15 juni: Polarpriset – Sting och Wayne Shorter[34]
- 25 juli: Evert Taube-stipendiet – Emil Jensen[35]
- 1 augusti: Thore Ehrling-stipendiet - Leif Kronlund[36]
- 26 augusti: Cornelis Vreeswijk-stipendiet – Svante Thuresson[37]
- 31 augusti: Carin Malmlöf-Forsslings pris – Tebogo Monnakgotla
- 10 november: Svenska Dagbladets operapris – Henrik Dorsin och Ole Anders Tandberg[38]

## Årets album
Vänligen sortera soloartister på efternamn, musikgrupper på förstabokstaven (utan engelskans "The" och "A")

### A–G
- Agent Blå - Agent Blå[39]
- Akercocke - Renaissance in Extremis
- Mattias Alkberg - Åtminstone artificiell intelligens[40]
- Arcade Fire - Everything Now[41]
- Arch Enemy - Will to Power[42]
- Ariel Pink - Dedicated To Bobby Jameson[43]
- Babian - Den Andra Sidan[44]
- Beast In Black - Berserker
- Henrik Berggren - Wolf's Heart[45]
- Björk - Utopia[46]
- The Blaze - TERRITORY
- Ane Brun - Leave Me Breathless[47]
- Cannibal Corpse - Red Before Black[48]
- Cradle of Filth - Cryptoriana – The Seductiveness of Decay[49]
- Miley Cyrus - Younger Now[50]
- Darin – Tvillingen[51]
- The Darkness - Pinewood Smile
- Lana Del Ray - Lust for Life[52]
- Depeche Mode - Spirit[53]
- Dying Fetus - Wrong One to Fuck With[54]
- Eminiem - Revival[55]
- Enslaved – E[56]
- Evanescence - Lost Whispers
- Feist - Pleasure[57]
- Fever Ray - Plunge[58]
- Foo Fighters - Concrete and Gold[59]
- Franska Trion - Los Angeles[60]
- Charlotte Gainsbourg - Rest[61]
- Liam Gallagher - As You Were[62]
- Gorillaz - Humanz[63]

### H–R
- Haim - Something to Tell You[64]
- The Horrors - V[65]
- Immolation - Atonement[66]
- Iced Earth - Incorruptible
- INVSN - The Beautiful Stories[67]
- Bror Gunnar Jansson - And The Great Unknown[68]
- Johnossi - Blood Jungle[69]
- Kendrick Lamar - DAMN.[70]
- Zara Larsson - So Good[71]
- LCD Soundsystem - American dream[72]
- Lil Peep - Come Over When You're Sober, Pt. 1[73]
- Lorde - Melodrama[74]
- Makthaverskan - III[75]
- Marilyn Manson - Heaven Upside Down[76]
- Kevin Morby - City Music[77]
- Motörhead - Under Cöver[78]
- The National - Sleep Well Beast[79]
- Netherbird - Hymns from Realms Yonder
- Obituary - Obituary[80]
- Pale Honey - Devotion[81]
- Sara Parkman & Samantha Ohlanders - Matriarkerna[82]
- Katy Perry - Witness[83]
- Phoenix - Ti Amo[84]
- Queens of the Stone Age - Villains[85]
- The Rasmus – Dark Matters
- Real Estate - In Mind[86]
- Riga Tiger - Jag håller inte med om din åsikt och är beredd att döda dig för den[87]
- Timo Räisänen - Tro, hat, stöld[88]
- Tove Lo - Blue Lips (Lady Wood Phase II)[89]
- Rome Is Not A Town - It's A Dare[90]

### S–Ö
- Seether - Poison the Parish
- Ed Sheeran - ÷[91]
- Shitkid - Fish[92]
- Shout Out Louds - Ease My Mind[93]
- Sia - Everyday is Christmas[94]
- Six Feet Under – Torment
- Sparks - Hippopotamus[95]
- St. Vincent - MASSEDUCTION[96]
- Stiftelsen - Allting låter som Slipknot[97]
- Harry Styles - Harry Styles[98]
- Taylor Swift - Reputation[99]
- Säkert! – Däggdjur[100]
- Temples - Volcano[101]
- Thåström - Centralmassivet[102]
- Monica Törnell – Understanding Eye[103]
- U2 - Songs of Experience[104]
- Väsen – Brewed
- The War on Drugs - A Deeper Understanding[105]
- Wy - Okay[106]
- Yung Lean - Stranger[107]

## Årets singlar och hitlåtar
- Alan Walker - "Tired"
- Anton Hagman - "Kiss You Goodbye"
- Arash feat. Mohombi - "Se Fue"
- Arcade Fire - "Everything Now"
- Avicii feat. Rita Ora - "Lonely Together"
- Avicii feat. Sandro Cavazza - "Without You"
- Benjamin Ingrosso - "Good Lovin"
- Darin - "Ja må du leva" och "Tvillingen"
- David Guetta feat. Justin Bieber - "2U"
- De vet du - "Road Trip"
- Dolly Style - "Bye Bye Bby Boo"
- Ed Sheeran - "Shape of You"
- FO&O - "Gotta Thing About You"
- Harry Styles - "Sign of the Times"
- ItaloBrothers - "Summer Air"
- Jeff Riv3r & Mike F - Can u hear me
- Joakim Lundell - "All I Need"
- Kaliffa - "Helt seriöst"
- Kamferdrops - "Jag trodde änglarna fanns"
- Kendrick Lamar - "HUMBLE."
- Kesha - "Praying"
- LCD Soundsystem - "Oh baby"
- Luis Fonsi & Daddy Yankee feat. Justin Bieber - "Despacito Remix"
- Miley Cyrus - "Malibu"
- Molly Sandén - "Rygg mot rygg"
- Nano - "Hold On"
- Rihanna - "Selfish"[108]
- Robin Bengtsson - "I Can't Go On"
- Samir & Viktor - "Kung" och "Rakt in i kaklet"
- Vigiland - "Friday Night"
- Wiktoria - "As I Lay Me Down"
- Zara Larsson - "Lush Life"

## Jazz
- Viktoria Tolstoy - Meet Me At The Movies
- Matthew Shipp Trio - Piano Song[109]

## Klassisk musik
- Renée Fleming – Distant Light[110]
- Leopold Kozeluch – Piano Concertos Nos 1, 5 and 6
- Richard Dubugnon – Arcanes Symphoniques

## Avlidna

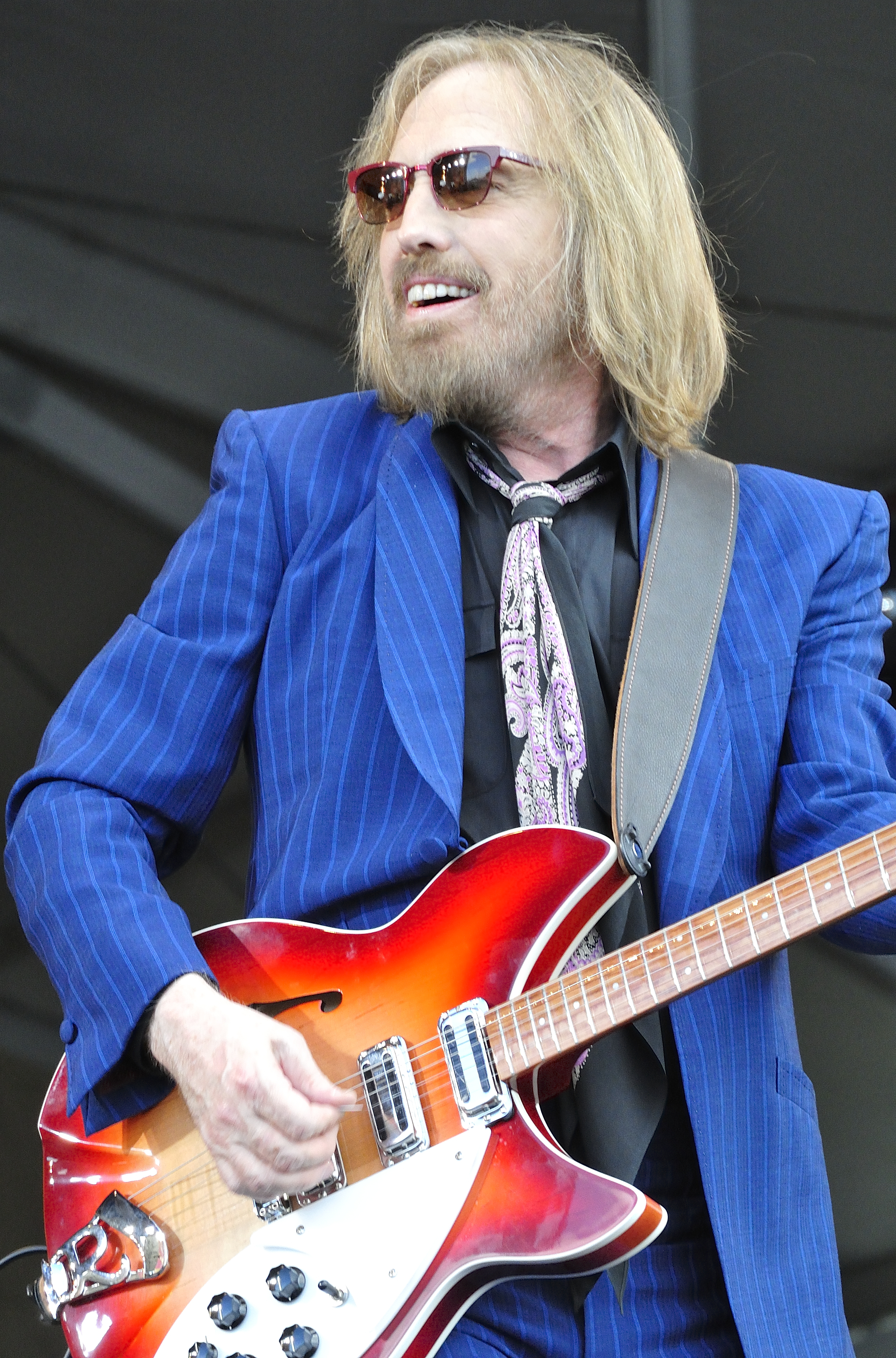
Den amerikanske rockmusikern Tom Petty avled den 2 oktober, 66 år gammal.

### Januari
- 8 januari – Nicolai Gedda, 91, svensk operasångare.[111]
- 8 januari – Peter Sarstedt, 75, brittisk sångare och låtskrivare.[112]
- 11 januari - Tommy Allsup, 83, amerikansk gitarrist åt bl.a. Buddy Holly och Roy Orbison.[113]
- 16 januari - William Onyeabor, 70, nigeriansk sångare och låtskrivare.[114]
- 19 januari – Loalwa Braz, 63, brasiliansk sångare i Kaoma.[115]
- 21 januari - Walter "Junie" Morrison, 62, amerikansk keyboardist i The Ohio Players och Parliament-Funcadelic.[116]
- 22 januari – Jaki Liebezeit, 78, tysk trumslagare i Can.[117]
- 22 januari – Pete "Overend" Watts, 69, brittisk basist i Mott The Hoople.[118]
- 24 januari – Butch Trucks, 69, amerikansk trumslagare i The Allman Brothers Band.[119]
- 28 januari – Geoff Nicholls, 68, brittisk musiker i Black Sabbath.[120]
- 31 januari – John Wetton, 67, brittisk sångare, låtskrivare, basist och grundare i Asia.[121]

### Februari
- 1 februari - Robert "Strängen" Dahlqvist, 40, svensk sångare och gitarrist i The Hellacopters.[122]
- 7 februari – Svend Asmussen, 100, dansk jazzviolinist, kapellmästare och kompositör.[123]
- 12 februari – Al Jarreau, 76, amerikansk jazzsångare.[124]
- 17 februari - Peter Skellern, 69, brittisk musiker.[125]
- 18 februari - Clyde Stubblefield, 73, amerikansk trumslagare åt bl.a. James Brown.[126]
- 19 februari – Larry Coryell, 73, amerikansk jazzgitarrist.[127]
- 23 februari – Leon Ware, 77, amerikansk soulsångare, låtskrivare och producent.[128]
- 23 februari - Horace Parlan, 86, amerikansk jazzpianist.[129]
- 25 februari – Bill Paxton, 61, amerikansk skådespelare och keyboardist i Martini Ranch.[130]

### Mars
- 4 mars - Tommy Page, 46, amerikansk musiker.[131]
- 6 mars – Lars "Dille" Diedrichson, 55, svensk låtskrivare ("Tusen och en natt").[132]
- 10 mars – Joni Sledge, 60, amerikansk sångare i Sister Sledge.[133]
- 11 mars - Ángel Parra, 73, chilensk folkmusiker.[134]
- 12 mars – Jacob Gordin, 50, svensk musiker.[135]
- 16 mars – James Cotton, 81, amerikansk bluesmusiker.[136]
- 18 mars – Chuck Berry, 90, amerikansk sångare, gitarrist och låtskrivare.[137]
- 22 mars – Sven-Erik Magnusson, 74, svensk sångare och musiker i Sven-Ingvars.[138]
- 22 mars - Sib Hashian, 67, amerikansk trumslagare i Boston.[139]
- 24 mars – Pete Shotton, 75, brittisk musiker i The Quarrymen.[140]
- 27 mars - Clem Curtis, 76, brittisk sångare i The Foundations.[141]

### April
- 1 april - Ikutaro Kakehashi, 87, japanskt ingenjör, skapare av företaget Roland.[142]
- 11 april – J. Geils, 71, amerikansk gitarrist i J. Geils Band.[143]
- 11 april - Toby Smith, 46, brittisk keyboardist i Jamiroquai.[144]
- 14 april - Bruce Langhorne, 78, amerikansk sångare.[145]
- 15 april – Allan Holdsworth, 70, brittisk jazzgitarrist.[146]
- 20 april – Cuba Gooding Sr., 72, amerikansk sångare i The Main Ingredient.[147]

### Maj
- 1 maj - Bruce Hampton, 70, amerikansk musiker och sångare.[148]
- 1 maj - Katy Bødtger, 84, dansk sångerska.[149]
- 2 maj - Kevin Garcia, 41, amerikansk basist i Grandaddy.[150]
- 4 maj - Katy Bødtger, 84, dansk sångerska.[151]
- 9 maj - Michael Parks, 77, amerikansk skådespelare och countrysångare.[152]
- 9 maj – Robert Miles, 47, schweizfödd italiensk artist, DJ och skivproducent.[153]
- 14 maj - Keith Mitchell, amerikansk trumslagare i Mazzy Star.[154]
- 17 maj – Chris Cornell, 52, amerikansk musiker och låtskrivare i Soundgarden och Audioslave.[155]
- 27 maj – Gregg Allman, 69, amerikansk musiker och låtskrivare i The Allman Brothers Band.[156]

### Juni
- 6 juni – Sandra Reemer, 66, nederländsk sångerska.[157]
- 7 juni – Jan Høiland, 78, norsk sångare ("Tiotusen röda rosor").[158]
- 12 juni - Geri Allen, 60, amerikansk jazzpianist.[159]
- 19 juni – Annikki Tähti, 87, finsk sångare.[160]
- 20 juni - Prodigy, 42, amerikansk rappare i Mobb Deep.[161]
- 28 juni - Gary DeCarlo, 75, amerikansk låtskrivare och sångare.[162]

### Juli
- 4 juli - John Blackwell Jr., 43, amerikansk trumslagare åt bl.a. Prince och D'Angelo.[163]
- 5 juli - Pierre Henry, 89, fransk kompositör och skapare av genren konkret musik.[164]
- 10 juli – Berndt Öst, 86, svensk sångare, låtskrivare och musiker i Family Four.[165]
- 12 juli - Ray Phiri, 70, sydafrikansk jazzsångare och gitarrist.[166]
- 13 juli - Chris Wong Won, 53, amerikansk rappare i 2 Live Crew.[167]
- 14 juli - David Zablidowsky, 38, amerikansk basist i Adrenaline Mob.[168]
- 19 juli - Barbara Weldens, 35, fransk sångerska och låtskrivare.[169]
- 20 juli – Chester Bennington, 41, amerikansk sångare i Linkin Park.[170]
- 22 juli - Bobby Taylor, 83, amerikansk artist och skivproducent.[171]
- 25 juli – Geoffrey Gurrumul Yunupingu, 46, aboriginsk sångare och gitarrist.[172]
- 31 juli - Chuck Loeb, 61, amerikansk jazzgitarrist.[173]

### Augusti
- 8 augusti – Glen Campbell, 81, amerikansk countryartist.[174]
- 15 augusti – Hans "Cooling" Carling, 74, svensk jazzmusiker.[175]
- 20 augusti – Margot Hielscher, 97, tysk sångare och skådespelare.[176]
- 20 augusti – Seija Simola, 72, finländsk sångare.[177]
- 20 augusti – Jerry Lewis, 91, amerikansk skådespelare och sångare.[178]
- 22 augusti – John Abercrombie, 72, amerikansk jazzgitarrist.[179]
- 28 augusti - Melissa Bell, 53, brittisk sångerska i Soul II Soul.[180]

### September
- 2 september – Peter Puders, 58, svensk gitarrist.[181]
- 3 september – Walter Becker, 67, amerikansk musiker och musikproducent i Steely Dan.[182]
- 6 september – Holger Czukay, 79, tysk multiinstrumentalist och kompositör i Can.[183]
- 8 september - Troy Gentry, 50, amerikansk countryartist.[184]
- 8 september - Don Williams, 78, amerikansk countryartist.[185]
- 12 september - Jessi Zazu, 28, amerikansk låtskrivare och sångerska i Those Darlins.[186]
- 13 september - Grant Hart, 56, amerikansk sångare och trumslagare i Hüsker Dü.[187]
- 23 september - Charles Bradley, 68, amerikansk sångare.[188]
- 25 september – Folke Rabe, 81, svensk jazzmusiker och tonsättare.[189]

### Oktober
- 2 oktober – Tom Petty, 66, amerikansk musiker, sångare och låtskrivare.[190]
- 17 oktober - Gord Downie, 53, amerikansk låtskrivare och sångare i The Tragically Hip.[191]
- 18 oktober – Eamonn Campbell, 70, irländsk sångare, gitarrist och musikproducent i The Dubliners.[192]
- 22 oktober – Scott Putesky, 49, amerikansk gitarrist i Marilyn Manson.[193]
- 22 oktober – George Young, 70, australisk musiker och skivproducent - bror till Malcolm och Angus Young.[194]
- 24 oktober – Fats Domino, 89, amerikansk sångare, pianist och låtskrivare.[195]
- 29 oktober - Keith Wilder, 65, amerikansk sångare i Heatwave.[196]

### November
- 5 november – Robert Knight, 72, amerikansk sångare.[197]
- 7 november – Paul Buckmaster, 71, brittisk kompositör och cellist.[198]
- 10 november - Chuck Mosley, 57, amerikansk sångare i Faith No More.[199]
- 15 november – Lil Peep, 21, amerikansk rappare.[200]
- 17 november – Rikard Wolff, 59, svensk sångare och skådespelare.[201]
- 18 november – Malcolm Young, 64, australisk musiker och gitarrist i AC/DC.[202]
- 19 november – Mel Tillis, 85, amerikansk musiker, sångare och låtskrivare.[203]
- 19 november – Della Reese, 86, amerikansk sångerska.[204]
- 21 november – David Cassidy, 67, amerikansk sångare, låtskrivare och skådespelare.[205]
- 21 november - Wayne Cochran, 78, amerikansk låtskrivare och sångare.[206]
- 22 november – Johan Åkesson, 86, svensk violinist och dirigent.[207]
- 22 november - Tommy Keene, 59, amerikansk låtskrivare och sångare.[208]
- 23 november – Dmitrij Chvorostovskij, 55, rysk operasångare.[209]
- 30 november – Jim Nabors, 87, amerikansk sångare och skådespelare.[210]

### December
- 2 december – Harald Thedéen, 94, svensk violinist.[211]
- 6 december – Johnny Hallyday, 74, fransk sångare.[212]
- 12 december - Pat DiNizio, 62, amerikansk sångare i The Smithereens.[213]
- 13 december - Warrel Dane, 56, amerikansk sångare i Nevermore och Sanctuary.[214]
- 16 december – Keely Smith, 89, amerikansk jazzsångare.[215]
- 17 december - Kevin Mahogany, 59, amerikansk jazzsångare.[216]
- 18 december – Kim Jong-Hyun, 27, sydkoreansk k-pop sångare i Shinee.[217]